# Samir Ben Sallam
Samir Ben Sallam (Amsterdam, 3 giugno 2001) è un calciatore olandese, centrocampista svincolato.

## Biografia
È cugino di Ibrahim El Kadiri, a sua volta calciatore professionista.

## Carriera
Cresciuto nei settori giovanili di ODIN '59, Ajax ed Utrecht, nel 2019 è stato acquistato dal Volendam con cui ha iniziato la carriera professionistica giocando per tre stagioni nella squadra riserve; ha debuttato invece in prima squadra il 15 novembre 2019 nell'incontro di Eerste Divisie vinto 2-1 contro il TOP Oss. A partire dalla stagione successiva ha iniziato a giocare con maggiore regolarità in prima squadra ed il 19 marzo 2021 ha segnato il suo primo gol in prima squadra nella partita vinta per 2-1 contro il NAC Breda.
Rimasto svincolato al termine della stagione 2021-2022, nel mercato estivo seguente ha firmato un contratto con il Karmiōtissa, club della prima divisione cipriota, competizione in cui nell'arco di un anno e mezzo di permanenza ha giocato in totale 40 partite, senza mai segnare. Il 3 febbraio 2024 ha cambiato maglia firmando un contratto con gli slovacchi dell'AS Trenčín, club di prima divisione, con cui è poi rimasto in rosa anche per l'intera stagione 2024-2025.

## Statistiche

### Presenze e reti nei club
Statistiche aggiornate al 27 maggio 2025.
| Stagione             | Squadra              | Campionato           | Campionato | Campionato | Coppe nazionali | Coppe nazionali | Coppe nazionali | Coppe continentali | Coppe continentali | Coppe continentali | Altre coppe | Altre coppe | Altre coppe | Totale | Totale | Totale |
| Stagione             | Squadra              | Comp                 | Pres       | Reti       | Comp            | Pres            | Reti            | Comp               | Pres               | Reti               | Comp        | Pres        | Reti        | Pres   | Reti   |        |
| -------------------- | -------------------- | -------------------- | ---------- | ---------- | --------------- | --------------- | --------------- | ------------------ | ------------------ | ------------------ | ----------- | ----------- | ----------- | ------ | ------ | ------ |
| 2019-2020            | Jong Volendam        | 2D                   | 16         | 3          | -               | -               | -               | -                  | -                  | -                  | -           | -           | -           | 16     | 3      |        |
| 2020-2021            | Jong Volendam        | 2D                   | 2          | 0          | -               | -               | -               | -                  | -                  | -                  | -           | -           | -           | 2      | 0      |        |
| 2021-2022            | Jong Volendam        | 2D                   | 12         | 0          | -               | -               | -               | -                  | -                  | -                  | -           | -           | -           | 12     | 0      |        |
| Totale Jong Volendam | Totale Jong Volendam | Totale Jong Volendam | 30         | 3          |                 | -               | -               |                    | -                  | -                  |             | -           | -           | 30     | 3      |        |
| 2019-2020            | Volendam             | 1D                   | 1          | 0          | CO              | 0               | 0               | -                  | -                  | -                  | -           | -           | -           | 1      | 0      |        |
| 2020-2021            | Volendam             | 1D                   | 27+1       | 1+0        | CO              | 1               | 0               | -                  | -                  | -                  | -           | -           | -           | 29     | 1      |        |
| 2021-2022            | Volendam             | 1D                   | 13         | 0          | CO              | 1               | 0               | -                  | -                  | -                  | -           | -           | -           | 14     | 0      |        |
| Totale Volendam      | Totale Volendam      | Totale Volendam      | 42         | 1          |                 | 2               | 0               |                    | -                  | -                  |             | -           | -           | 44     | 1      |        |
| 2022-2023            | Karmiōtissa          | A                    | 28         | 0          | CC              | 2               | 0               | -                  | -                  | -                  | -           | -           | -           | 30     | 0      |        |
| 2023-feb. 2024       | Karmiōtissa          | A                    | 12         | 0          | CC              | 1               | 0               | -                  | -                  | -                  | -           | -           | -           | 13     | 0      |        |
| Totale Kamiotissa    | Totale Kamiotissa    | Totale Kamiotissa    | 40         | 0          |                 | 3               | 0               |                    | -                  | -                  |             | -           | -           | 43     | 0      |        |
| feb.-giu. 2024       | AS Trenčín           | SL                   | 4          | 0          | CS              | 0               | 0               | -                  | -                  | -                  | -           | -           | -           | 4      | 0      |        |
| 2024-2025            | AS Trenčín           | SL                   | 21+2       | 0          | CS              | 2               | 0               | -                  | -                  | -                  | -           | -           | -           | 25     | 0      |        |
| Totale carriera      | Totale carriera      | Totale carriera      | 139        | 4          |                 | 7               | 0               |                    | -                  | -                  |             | -           | -           | 146    | 4      |        |